# Quận của tỉnh Isère
3 quận của tỉnh Isère gồm:
1. Quận Grenoble, (tỉnh lỵ của tỉnh Isère: Grenoble) với 39 tổng và 297 xã. Dân số của quận này là 655.074 người năm 1990, 696.326 người năm 1999, tăng trưởng dân số là 6.3%.
2. Quận La Tour-du-Pin, (quận lỵ: La Tour-du-Pin) với 11 tổng và 137 xã. Dân số của quận này là 189.786 người năm 1990, và 212.987 người năm 1999, tăng trưởng dân số là 12.22%.
3. Quận Vienne, (quận lỵ: Vienne) với 8 tổng và 99 xã. Dân số của quận này là 171.368 người năm 1990, và 184.693 người năm 1999, tăng trưởng dân số là 7.78%.